# Julian Bethwaite
Julian Bethwaite (* 14. Juli 1957 in Auckland, Neuseeland) ist ein australischer Konstrukteur von Segeljollen insbesondere Skiffs aus Sydney.
Zu seinen Entwürfen gehören der B14, der olympische 49er sowie dessen Jugendvariante, der 29er.
Vor der Konstruktion dieser Serienboote prägte Julian Bethwaite die Konstruktion der heutigen 18-foot Skiff maßgeblich mit. Mit seinen Konstruktionen wurden mehrere Weltmeistertitel in dieser Bootsklasse errungen.
Julian Bethwaite ist der Sohn von Frank Bethwaite, der ebenfalls segelte und konstruierte.